# 萊寧根的費奧多拉
萊寧根的費奧多拉（德語：Feodora zu Leiningen，1807年12月7日—1872年9月23日），霍恩洛厄-朗根堡親王妃，英國女王維多利亞同母異父的姐姐。

## 家庭
1828年，費奧多拉與霍恩洛厄-朗根堡親王恩斯特一世結婚，兩人共有3子3女：
1. 卡爾·路德維希（1829年—1907年），霍恩洛厄-朗根堡親王
2. 艾莉絲（1830年—1850年），早逝
3. 赫爾曼（1832年—1913年），霍恩洛厄-朗根堡親王
4. 維克多（英语：Prince Victor of Hohenlohe-Langenburg）（1833年—1891年）
5. 阿德海德（1835年—1900年），什勒斯維希-霍爾斯坦公爵夫人
6. 費奧多拉（1839年—1872年），薩克森-邁寧根公爵夫人